# Glenmorangie
Glenmorangie (du gaélique écossais : gleann mór innse, « vallon des grandes prairies ») est une distillerie près de Tain, dans le Ross-shire, en Écosse qui produit des whiskies écossais single malt. La distillerie est la propriété de Glenmorangie plc. La production principale est la gamme de whiskies single malt Glenmorangie, qui est également utilisée dans deux de ses autres produits, Bailie Nicol Jarvie et Highland Queen, marques de blended whisky écossais. Le single malt Glenmorangie entre également dans la composition de quelques Vatted malt indépendants. De la même manière, il est souvent mélangé avec une petite quantité de whisky de la distillerie Glen Moray, qui est également la propriété de Glenmorangie plc.
Référencée comme distillerie des Highlands, Glenmorangie est équipée du plus grand alambic d'Écosse. Glenmorangie est commercialisé en bouteilles de 10, 15 et 18 ans, tonneau spécial, ainsi qu'en une gamme d'éditions spéciales. Les Bailie Nicol Jarvie et Highland Queen sont généralement âgés de 8 ans.

## Histoire
Selon les dires, des boissons alcoolisées étaient produites sur le site de la distillerie Glenmorangie depuis le Moyen Âge. Officiellement, la production d'alcool commence sur le site de la distillerie en 1738 quand une brasserie est construite à la ferme de Morangie. L'eau source de la brasserie était partagée avec la ferme. William Matheson acheta en 1843 une licence pour produire le whisky et installa deux alambics à gin d'occasion pour transformer la brasserie en distillerie. La distillerie adopta le nom de la ferme Morangie, et le nom Glenmorangie fut déposé comme marque.
La distillerie fut rachetée à William Matheson par son principal client, Macdonald & Muir, en 1918. La famille Macdonald conservera ensuite le contrôle de l'entreprise pendant environ 90 ans.
Glenmorangie, comme toutes les brasseries et distilleries en Grande-Bretagne, a terriblement souffert entre 1920 et 1950, avec la Prohibition puis la Grande Dépression aux États-Unis, qui ont  eu un grand impact sur les ventes. La distillerie dut être "mise sous cocon" entre 1931 et 1936. La dépression prit fin avec la Seconde Guerre mondiale, mais l'effort de guerre limitant le carburant et l'orge, la distillerie dut à nouveau être mise sous cocon entre 1941 et 1944. Les exportations de whisky furent importantes pendant la guerre, bien que l'ennemi ait perturbé et détruit des livraisons aux États-Unis et au Canada.
Vers la fin de la guerre et dans l'immédiat après-guerre, la distillerie augmenta sa production jusqu'à atteindre la marche à pleine capacité en 1948. La distillerie a augmenté le nombre d'alambics, de deux à quatre, au cours de l'année 1979. L'approvisionnement en eau est devenu un sujet de préoccupation au cours des années 1980, la mise en valeur des terres autour des sources de la Tarlogie devenant de plus en plus probable. Ce développement pouvant avoir un impact sur la qualité et la quantité d'eau disponible pour la distillerie, la décision fut prise d'acheter les sources de la Tarlogie ainsi que 600 acres (2,4 km2) de terres avoisinantes, afin de garantir la qualité et la quantité d'eau nécessaire. La distillerie continua son expansion au cours des années 1993, quand quatre autres alambics furent ajoutés. Deux autres cuves de fermentation ont été ajoutées au cours de 2002.
La famille Macdonald a conservé la propriété de 52 % de la société par le biais d'une liste à la Bourse de Londres qui permettait à la famille de détenir la majorité des droits de vote de la société. La famille Macdonald a vendu la société en 2004 pour environ £ 300 millions à une coentreprise comprenant l'alcoolier français LVMH - Moët Hennessy Louis Vuitton SA et Guinness Holdings France SA, la filiale française de la société britannique de boissons Diageo. LVMH possède 66 % des parts et la société Diageo a les 34 % des actions restantes.
Glenmorangie a été la meilleure vente de single malt au Royaume-Uni durant de nombreuses années. La distillerie produit environ 10 millions de bouteilles par an, dont 6 à 6,5 millions sont vendus au Royaume-Uni. Au niveau mondial, Glenmorangie représente 6 % des parts de marché de single malt.

## Production

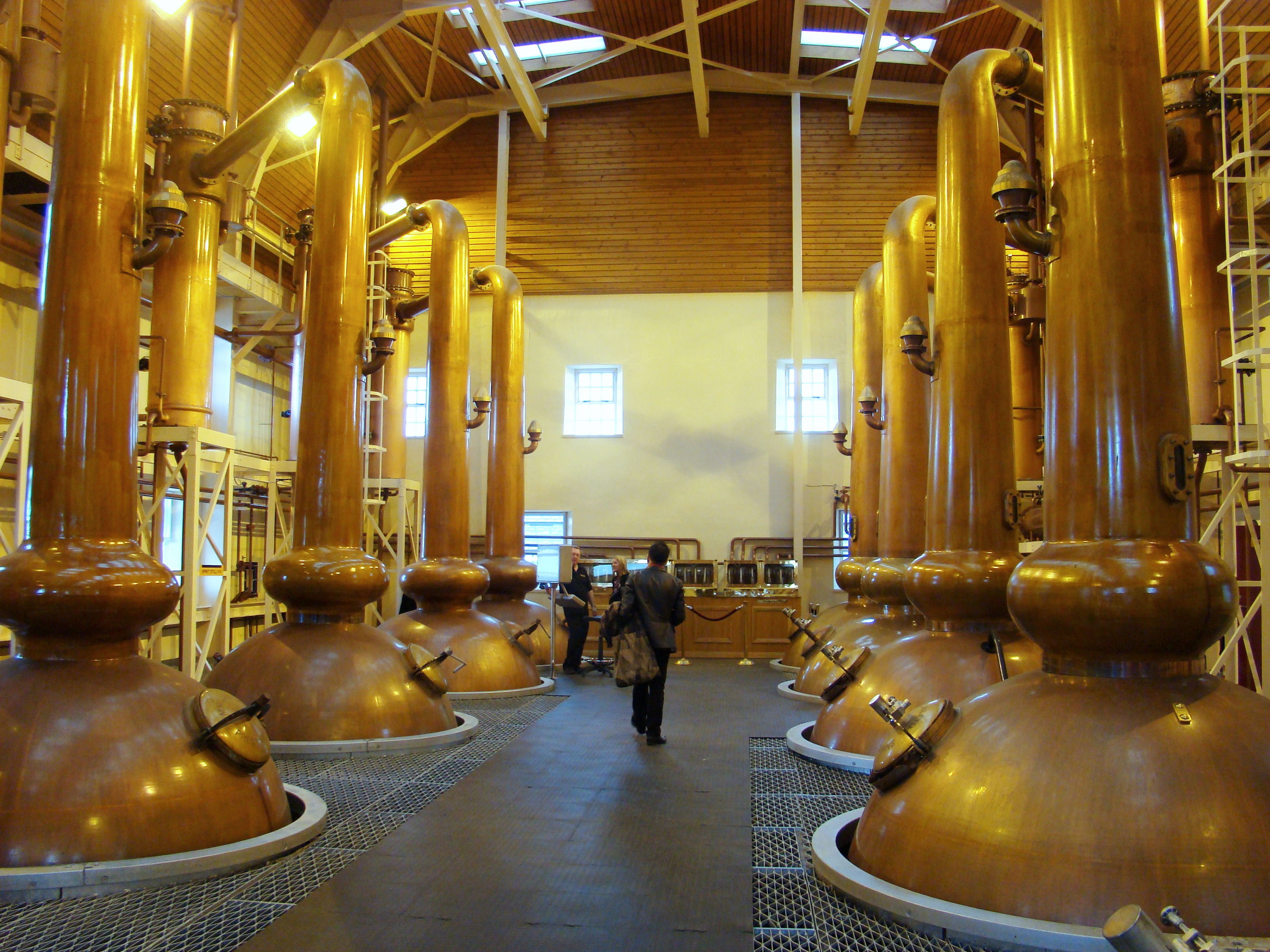
Alambics de 8 mètres

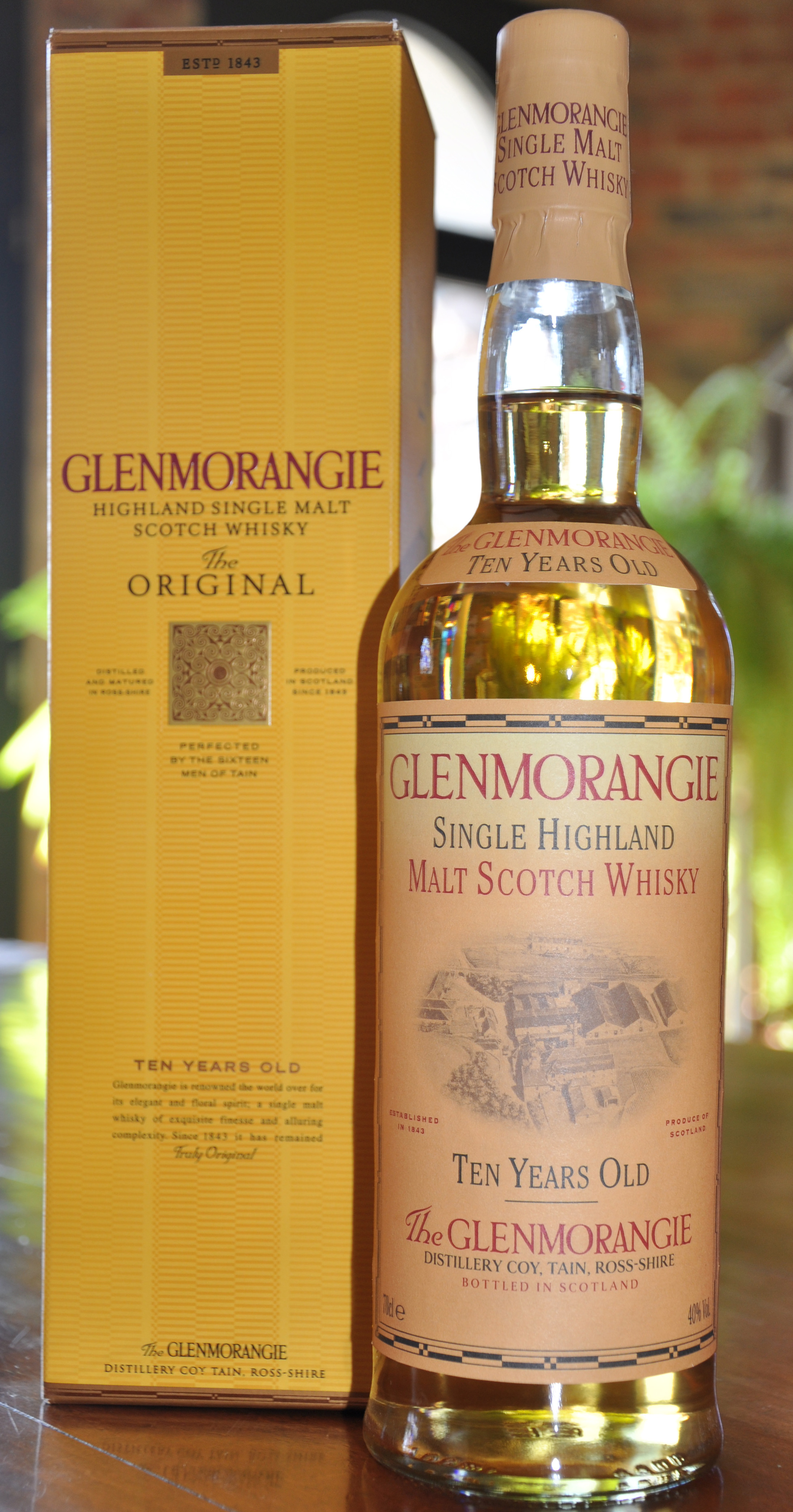
Bouteille de Glenmorangie The Original (10 ans d'âge)

L'eau de Glenmorangie vient de la source de la Tarlogie, située dans les collines de la Tarlogie surplombant la distillerie. Les grains d'orge sont fournis par la coopérative locale Highland Grain Ltd. Les alambics utilisés, haut de 8 mètres, sont les plus grands d'Écosse en hauteur. Avec des cols de 3,080 mètres, ils permettent, d'après la compagnie, l'obtention d'un goût extrêmement léger. Le procédé de distillation est mené par une équipe de 16 personnes, connue sous de nom des seize hommes de Tain, qui travaille toute l'année, à l'exception de Noël et des périodes d'entretien.
Glenmorangie utilise différents types de tonneaux, mais toute la production est vieillie dans des futs en chêne blanc d'Amérique fabriqués à partir des arbres poussant dans la propre forêt de Glenmorangie dans les monts Ozark du Missouri, aux États-Unis. Les tonneaux neufs sont laissés à l'air libre pendant deux ans  avant d'être loués aux distillateurs Jack Daniel's et Heaven Hill pour la maturation de leur bourbon, qui dure quatre années. Ces tonneaux sont ensuite utilisés avec les alcools de Glenmorangie. La gamme Original mature uniquement dans des ex-fûts de bourbon, tandis que les produits de l’Extra Matured sont transférés dans des fûts qui ont été précédemment utilisés pour la maturation d'autres produits comme le vin, le porto ou le xérès, au cours d'une étape appelée la finition. Glenmorangie utilise aussi des petits lots de tonneaux d'autres provenance, pour la finition et la diffusion d'éditions limitées : la rumeur dit que, dans le passé, la distillerie a obtenu des fûts utilisés pour la maturation de Château Margaux,.
On estime que les entrepôts dans lesquels les tonneaux sont stockés ont également une influence sur le goût du whisky. Glenmorangie a produit une édition spéciale nommée Cellar 13, qui correspond à la cave la plus proche de la mer: on pense que cet emplacement donne une saveur particulière au whisky.
La production des marques Glen Moray, Ardbeg et Glenmorangie, est gérée au siège de  Glenmorangie plc et dans l'usine d'embouteillage de Livingston (Écosse) dans le West Lothian, dans le pays d'Édimbourg. Glenmorangie embouteille également le whisky Drambuie sur site, dans le cadre d'une coentreprise nommée Glenaird.

## Produits
Glenmorangie Single Malt
- The Original (10 ans)
- Lasanta (Sherry Cask Extra Matured)
- Quinta Ruban (Port Cask Extra Matured)
- Nectar D'Or (Sauterne Cask Extra Matured)
- Extremely Rare (18 ans)
- The Quarter Century (25 ans)

Blended Whisky
Glenmorangie plc produit un certain nombre de blends :
- Bailie Nicol Jarvie
- Highland Queen
- Martins and Crabbies

## Évocation artistique
En 1986, la chanson V.I.P. de Françoise Hardy associe cette marque à l'univers des Very Important Persons : « V.I.P. like a glass of Glenmorangie ».
Le guitariste de jazz fusion Alan Holdsworth a sorti en 2000 "The Sixteen Men of Tain" faisant référence à la distillerie de Glenmorangie.